# Reino de Venedócia
O Principado ou Reino de Venedócia (em latim: Venedotia) ou Norvália (em latim: Norwallia; em galês médio: Guynet; em galês: Gwynedd) era um dos vários estados sucessores do Império Romano a surgir na Grã-Bretanha no século V durante o período da colonização anglo-saxã das ilhas.
Com base no noroeste do País de Gales, os governantes de Venedócia repetidamente subiram à proeminência e foram aclamados como "Rei dos Bretões" antes de perder seu poder em guerras civis ou invasões. O reino do Grufido I foi destruído por uma invasão saxônica em 1063 pouco antes da invasão normanda de Gales, mas a Casa de Aberffraw restaurada por Grufido recuperou-se lentamente até que Llywelyn, o Grande foi capaz de proclamar o Principado de Gales em Aberdyfi em 1216. Esse reino durou até a conquista de Gales por Eduardo I em 1283.
A tradição galesa credita a fundação de Venedócia ao Reino de Gododino (em galês antigo: Guotodin; em britônico: Votadini) após Lotiana invadir as terras dos deceanglos, ordovicos e gângaros no século V. Os filhos do líder deles Cuneda possuíam terras entre os rios Dee e Teifi. As verdadeiras fronteiras do reino variaram ao longo do tempo, mas a Venedócia Verdadeira compreendeu os cantrefes de Aberffraw, Cemais, Cantref Rhosyr no Anglesey e Arllechwedd, Arfon, Dunoding, Dyffryn Clwyd, Llŷn, Rhos, Rhufoniog e Tegeingl na região interiorana montanhosa de Esnoudônia. O atual condado preservado e região dirigente de Gwynedd são menores.